# Otto Hennke
Otto Hermann Albert Hennke (* 2. Oktober 1882 in Ribbekardt, Kreis Greifenberg; † 2. April 1949 in Flensburg) war ein deutscher Polizeirat und Abgeordneter in Danzig.

## Leben und Wirken
Paul Hennke arbeitete zunächst in Rüdersdorf-Kalkberge bei Berlin.
Anschließend besuchte er die private Fachschule für Verwaltungsbeamte von Paul Lendel in Berlin in der Niederbarnimstraße 15. 
1911 kam Otto Hennke nach Oliva bei Danzig. Dort führte er zunächst die Polizeiabteilung bis 1914. Danach übernahm er die Leitung des Lebensmittelfürsorgeamtes während des Krieges. Er war außerdem Mitglied der Gemeindevertretung von Oliva und des Kuratoriums für höhere Schulen. Ehrenamtlich betätigte er sich in einigen einer Reihe von Ausschüssen der Gemeindekörperschaften und war auch führend im Vereins- und Genossenschaftswesen.
Im Juli 1920 wurde Otto Hennke Mitglied des ersten Danziger Volkstages für die Fraktion der Deutschdemokratischen Partei, als Nachrücker für den ausgeschiedenen Alfred Schmiljan. Zu dieser Zeit hatte er den Rang eines Polizei-Amtsrats. Seit 1921 gehörte er zur neuen Fraktion der Deutschen Partei für Wirtschaft und Fortschritt. 1924 schied er aus dem Parlament aus. 
Ab 1925 war Otto Hennke Leiter einer Abteilung im Polizeipräsidium in Danzig. 1928 wurde er erneut Abgeordneter des Volkstages, diesmal für die neugegründete Bürgerliche Arbeitsgemeinschaft. 1930 war er der dritte Kandidat der Liste, schaffte es aber nicht zu einem Mandat.
Seit 1936 trug Otto Hennke die Amtsbezeichnung Polizeirat.

## Ehe und Nachkommen
Mit seiner Ehefrau Hilda (* 27. Februar 1887) hatte Hennke drei Kinder:
- Günther (* 7. Mai 1913) war Gerichtsreferendar,
- Horst (* 22. Januar 1917) fiel am 26. Mai 1940 in Rödingen bei Labiau und
- Ilse (* 1. Februar 1920; † 11. April 1920).

## Belege
1. ↑  Standesamt Flensburg: Sterberegister. Nr. 432/1949.
2. ↑  Staatshandbuch der Freien Stadt Danzig. Danzig 1926, S. 341 Digitalisat; Franke, Bürgerbuch, 1927, gibt dagegen falsche Angaben zur Dauer der Abgeordnetentätigkeit
3. ↑  Danziger Einwohnerbuch, 1936 und folgenden Jahre

| Personendaten    | Personendaten                                    |
| ---------------- | ------------------------------------------------ |
| NAME             | Hennke, Otto                                     |
| ALTERNATIVNAMEN  | Hennke, Otto Hermann Albert (vollständiger Name) |
| KURZBESCHREIBUNG | deutscher Polizeirat und Abgeordneter in Danzig  |
| GEBURTSDATUM     | 2. Oktober 1882                                  |
| GEBURTSORT       | Ribbekardt, Kreis Greifenberg                    |
| STERBEDATUM      | 2. April 1949                                    |
| STERBEORT        | Flensburg                                        |